# Forever Young (musikalbum)
För andra betydelser, se Forever Young.
Forever Young är den tyska gruppen Alphavilles debutalbum, utgivet den 27 september 1984. Albumet producerades av Colin Pearson och Wolfgang Loos.

## Låtlista
| Nr  | Titel                | Längd |
| --- | -------------------- | ----- |
| 1.  | A Victory of Love    | 4:14  |
| 2.  | Summer in Berlin     | 4:42  |
| 3.  | Big in Japan         | 4:43  |
| 4.  | To Germany with Love | 4:15  |
| 5.  | Fallen Angel         | 3:55  |
| 6.  | Forever Young        | 3:45  |
| 7.  | In the Mood          | 4:29  |
| 8.  | Sounds Like a Melody | 4:42  |
| 9.  | Lies                 | 3:32  |
| 10. | The Jet Set          | 4:52  |

## Medverkande
- Marian Gold – sång
- Bernhard Lloyd – klaviatur
- Frank Mertens – klaviatur

Övriga
- Curt Cress – trummor
- Ken Taylor – bas

### Webkällor
- DiGravina, Tim. ”Alphaville – Forever Young”. Allmusic. https://www.allmusic.com/album/forever-young-mw0000206620. Läst 2 juni 2025.
- ”Alphaville – Forever Young”.  Discogs. https://www.discogs.com/master/68304-Alphaville-Forever-Young. Läst 2 juni 2025.
- ”Alphaville – Forever Young”. MusicBrainz. https://musicbrainz.org/release-group/bd021fbe-fbe9-3564-96c7-14de208de37f. Läst 2 juni 2025.